# FED Cup 1998
La FED Cup 1998 est la 2e et dernière édition de la FED Cup en football américain.

## Clubs participants
- Hanau Hawks  Allemagne
- Giants de Graz  Autriche
- Mousquetaires du Plessis-Robinson  France

## Calendrier / Résultats

### Demi-finales
- 1998 :

Hawks 59-18 Mousquetaires
Giants -

### Finale
- 1998 :

Hawks 48-34 Giants

## Sources
- (fr) Elitefoot
- (fr) Elitefoot